# Colorado Springs Mining Stock Exchange
La Colorado Springs Mining Stock Exchange, puis Colorado Springs Stock Exchange, fondée en 1875 puis refondée en 1890 et dotée d'un bâtiment en briques dès 1896, est une Bourse des valeurs régionale pour les actions des compagnies minières recherchant de l'or et de l'argent dans l'État du Colorado, à 3000 mètres d'altitude, en plein milieu des Montagnes Rocheuses. La Bourse de Denver, qui est dans un premier temps localisée dans la ville voisine de Colorado Springs, fut en 1900 le marché d'actions le plus actif au monde.

## Histoire
Jusqu’au début du XXe siècle, une grande partie des entreprises américaines cotées en Bourse le sont sur des marchés régionaux, New York n’en accueillant qu’une partie. C’est tout particulièrement le cas des mines de cuivre, d’argent, de plomb et des sociétés pétrolières, cotées sur la Bourse la plus proche, ce qui génère un partage des connaissances spéculatif sur la totalité du gisement en cours de découverte et ses infrastructures collectives. 
Le développement du ticker télégraphique permet le travail des arbitragistes boursiers, qui vendent les titres des bourses en « avance » pour acheter des actions de celle « en retard » assure aux épargnants une certaine convergence des cours. L’émission d’un grand nombre de bons du Trésor par le gouvernement fédéral pendant la Guerre de Sécession génère de l’activité et de la liquidité sur ces différents marchés boursiers.
Après la Crise bancaire de mai 1873, qui affecte les chemins de fer et les banques, plusieurs marchés boursiers américains se spécialisent dans l'échange d'actions minières, car l'or et l'argent sont des placements refuge. Ainsi est fondé en 1874 la Bourse des valeurs de Saint-Louis puis le 1er janvier 1875 à Denver, le "Colorado Mining Stock Exchange", qui périclite peu après face à la concurrence des places de l'est. Le 1er novembre 1875 est fondé un "New York Mining Stock Exchange" (NMSE), basé au 60 à Broadway.
La Colorado Springs Mining Stock Exchange est refondée quinze ans plus tard, dans le sillage de la découverte d'or par Robert Womack sur le site de la future ville de Cripple Creek en 1891. Peu de gens ont d'abord cru Womack, 30 ans après la ruée vers l'or de Pikes Peak de 1859, mais il parvient à trouver un acquéreur de son terrain pour une somme élevée à l'époque, 500 dollars. Peu après, le 4 juillet 1991, Winfield Scott Stratton découvre à son tour le gisement de la mine d'or d'Independence, près de  Victor (Colorado), qui sera une énorme réussite financière.
Peu de temps avant cette découverte, la société John W. Proudfit & Co fonde en 1890 la première bourse informelle, qui a rapidement des bureaux dans deux villes du Colorado et à Londres. Les ressources minières de la future ville d'Aspen ont alors déjà attiré l'attention et vont encourager la création de la Bourse. Une association de courtiers dénommée Crosby-Ehrich Syndicate, désigne de son côté des représentants pour coordonner les transactions sur les actions des jeunes sociétés minières. La Colorado Springs Mining Stock Association est fondée à son tour, dans la ville toute proche de Colorado Springs, pour échanger les actions du secteur de Cripple Creek, principalement des mines dont certaines ont vu leur valeur augmenter de 1000% à 10000% dès 1893. Résultat, il y a dès 1894, trois bourses informelles à Colorado Springs pour les actions minières. Cette année-là, Winfield Scott Stratton est devenu le premier millionnaire de Cripple Creek en 1894, grâce à la valorisation boursière du gisement d'Independence Lode, près de  Victor (Colorado), découvert le 4 juillet 1991.
Le bâtiment du "Colorado Springs Mining Stock Exchange", en grès rouge, a été rapidement construit en 1896, par les  architectes John J. Huddart et T. Robert Wieger , après les incendies qui ont détruit une grande partie de la ville, qui avait déjà atteint 18 000 habitants. En 1899, environ 34,4 millions de dollars de transactions y sont échangées, ce qui fait du  "Colorado Springs Mining Stock Exchange" la bourse la plus active du monde
.
En 1900 aussi, Cripple Creek a deux opéras, 75 saloons, 8 journaux et une production aurifère de près de 21 millions de dollars, surpassant les tonnages annuels des ruées vers l'or en Californie et en Alaska, mais dès 1912 elle retombera à 11 millions de dollars. Vers la fin de l'année, Winfield Scott Stratton a vendu son "Independance Mine" à la "Venture Corporation of London" pour 10 millions de dollars et cette dernière l'a introduite en Bourse de Londres, mais les investisseurs ont ensuite découvert que les réserves de minerai ont été bien moins importantes que précédemment pensé à la fin de l'année 1900 et le cours de l'action s'est effondré. La "Venture Corporation of London" a poursuivi en justice plus tard Stratton, prétendant que la mine avait été salée, mais a perdu devant les tribunaux américains. 
Winfield Scott Stratton a développé une théorie assurant que les veines des mines d'or de la région ont convergent à une grande profondeur, grossièrement en forme d'un gobelet, ce qui déclenche une forte spéculation sur les propriétés minières permettant d'arriver le plus rapidement et le plus sûrement à cette convergence.
En 1901, le propriétaire de mines et millionnaire Sam Strong a été tué au révolver par J. Accordez Crumley dans la Salle du saloon de Newport, au rez-de-chaussée du bâtiment du "Colorado Springs Mining Stock Exchange". Crumley a été plus tard acquitté après avoir prétendu l'autodéfense contre un homme ivre et belliqueux. Le boom minier culmine en 1901-1902, quand plus de 500 compagnies minières étaient en opérations à Cripple Creek et à Victor (Colorado), et cotées sur le Colorado Springs Mining Stock Exchange.
Le 1er janvier 1902, la Bourse s'installe dans ses nouveaux locaux, au 8 S. Nevada Avenue, dans un bâtiment où un grand tableau récapitule la liste des compagnies cotées avec les prix de leurs actions, qui a été construit avec les dons du philanthrope Winfield Scott Stratton, décédé la même année. Puis le boom minier est stoppé en 1904 par la baisse des cours de l'or, l'année qui voit les militaires tirer sur des mineurs en grève ce qui cause plusieurs morts.  Lors de ces "Colorado Labor Wars" (1903–1904) des traces de balles sont faites dans les murs d'un bâtiment situé au 110 North 4th Street à Victor (Colorado). 
Les échanges sur le Colorado Springs Mining Stock Exchange:
| Années                                                 | 1897                     | 1898                      | 1899                     |
| Échanges sur le Colorado Springs Mining Stock Exchange | 7,57 millions de dollars | 10,25 millions de dollars | 34,4 millions de dollars |

En décembre 1909, le Cripple Creek Stock Exchange fusionne avec le Colorado Springs Stock Exchange et déménage à Colorado Springs. Deux ans plus tard, une des mines, la Cresson embauche un jeune ingénieur, Dick Roelofs, qui introduit un des systèmes de production innovants. Le 25 novembre 1914, il découvre une cavité rocheuse  à 400 mètres sous terre, qui permet d'extraire 60000 onces d'or.  
Le marché boursier est liquidé en 1925. Un successeur, appelé le Colorado Springs Stock Exchange, est rapidement organisé et il va rester en activité jusqu'en 1967, quand Wendel Lowry, un courtier en "penny stocks" qui fut son secrétaire puis son trésorier opère les dernières transactions. La Bourse a donné son nom, au début des années 1980, à un journal boursier américain.